# Paloma Picasso

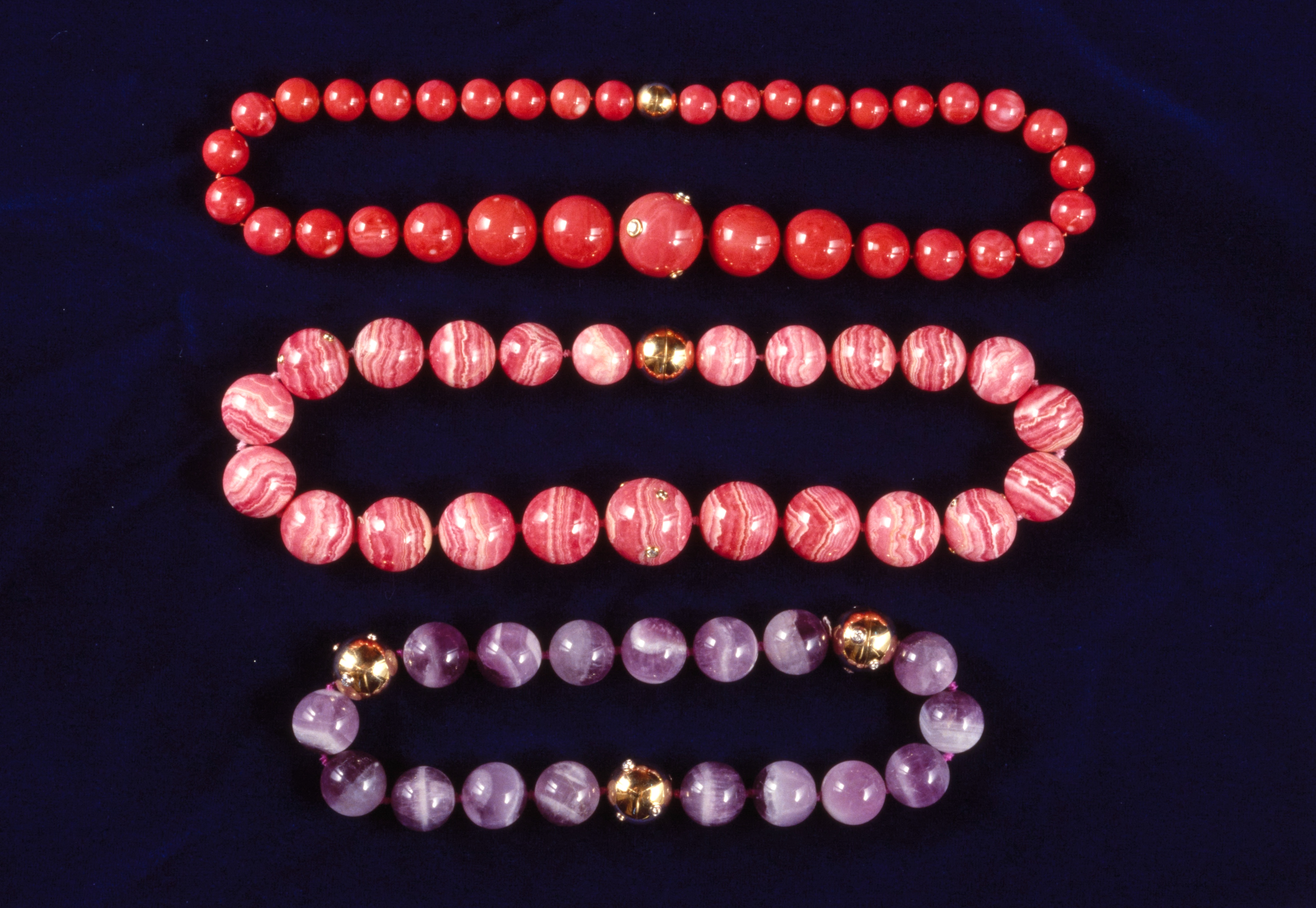
Joyas, Paloma Picasso.

Logotipo para perfumes, Paloma Picasso.

Anne Paloma Ruiz-Picasso Gilot, más conocida como Paloma Picasso (Vallauris, Francia, 19 de abril de 1949), es una empresaria y diseñadora de moda francoespañola. Es especialmente conocida por sus diseños de joyas y la marca de perfume que lleva su nombre.

## Primeros años de vida
Es hija del artista Pablo Ruiz Picasso y de la pintora y escritora francesa Françoise Gilot. Sus hermanos son Claude (hijo también de Gilot y Picasso), Paulo y Maya Picasso y tiene otra hermana menor, Aurelia (n. 1956), fruto del matrimonio de su madre con el artista Luc Simon.
Su nombre, Paloma, se asocia con el símbolo que diseñó su padre para el  Congreso Mundial de Partisanos por la Paz, celebrado en París el mismo año en que nació Paloma, y que puede encontrarse en muchas de las obras de su padre. Paloma Picasso vive en Lausana, Suiza.

### Matrimonios
Paloma Picasso se casó con el dramaturgo y director argentino Rafael López-Sánchez (también conocido como Rafael López-Cambil) en París en 1978, en una boda temática en blanco y negro. La recepción de la boda se realizó en casa de Karl Lagerfeld, en presencia de Yves Saint Laurent, Pierre Bergé, Jacques de Bascher, Anna Piaggi, Xavier de Castella, Serge Lifar, Loulou de la Falaise, Thadée Klossowski, Caroline Loeb, Manolo Blahnik, Kenzo y otras personalidades de moda de la época, luego, la celebración continuó en la noche en el Palacio de Fabrice Emaer. La pareja se divorció en 1999.
Paloma se volvió a casar con el doctor Éric Thévenet, osteópata. El interés de Thévenet por el arte y el diseño ha proporcionado información valiosa sobre la creación de las colecciones de joyería de Picasso. Paloma Picasso y su esposo viven en Lausana, Suiza y en Marrakech, Marruecos.

## Carrera

### Diseño de Joyas
La carrera de Paloma Picasso en el mundo de la Joyería empezó en 1968, cuando era diseñadora de ropa en París. Los collares de fantasía que creaba para ser vendidos en pequeños mercados llamaron la atención de los críticos, llevándola a iniciar su formación en cursos de Joyería. Poco después, Yves Saint Laurent la invitó a diseñar complementos para una de sus colecciones, y en 1971 ya estaba trabajando para la Joyería griega Zolotas.
Diseñó también escenarios para el autor y director teatral Rafael López-Cambil (también conocido como Rafael López-Sánchez, con quién se casaría tiempo después).
En 1980 Picasso comenzó a diseñar para Tiffany & Co. de Nueva York (lo que continúa haciendo hasta la fecha). En sus  primeras creaciones combinaba el color con una amplia variedad de piedras, con audaces diseños. Empezó a utilizar el símbolo de la paloma y el color rojo como su sello personal, algo que continuaría haciendo durante toda su carrera.

### Perfumes
Con el tiempo, Paloma Picasso empezó a diversificar su actividad hacia nuevos campos del diseño, siendo así como en 1984 empezó a introducirse en el mundo de los perfumes, creando el muy exitoso "Paloma", para L'Oréal. Su marido, López-Cambil, potenció la imagen visual del producto con un empaquetado en rojo y negro y la característica forma del envase. En un artículo publicado en el New York Times Paloma definió su perfume como "el más adecuado para mujeres fuertes" como ella. Ese mismo año comenzó a fabricarse una línea de baño que incluía loción corporal, maquillaje, gel de baño y jabón.
En el año 2000, Paloma Picasso, famosa por sus atrevidos diseños, dio un giro a su carrera. Los colores primarios dieron paso al gris, al dorado y al ocre. Dicho cambio se vio también reflejado en la imagen personal de la diseñadora.

### Actuación
Picasso perdió, durante un tiempo, el interés por el diseño tras la muerte de su padre en 1973, y por aquel entonces interpretó el papel de la Condesa Isabel Báthory en la película erótica Cuentos inmorales, del director polaco Walerian Borowczyk, recibiendo elogios de la crítica por su belleza. No ha vuelto a actuar.